# Il Giornale

Офіційний логотип видання

Il Giornale (від італ. - газета) – італійська національна щоденна Газета, заснована Індро Монтанеллі в Мілані в 1974 році.  З 1979 року належить родині Берлусконі. Це десята за накладом італійська газета (восьма за винятком спортивних видань).

## Загальна характеристика
Тип: щоденна громадсько-політична газета
Формат: берлінер
Власники: Fininvest Mondadori Editori
Видавець: Società Europea di Edizioni
Редактор: Алессандро Саллусті
Заснована: у 1974 році.
Політичне спрямовання: берлусконізм, консерватизм
Мова: Італійська
Штаб-квартира: Мілан, Італія
Наклад: 82 376 (2015)
Вебсайт: ilgiornale.it [Архівовано 12 травня 2013 у Wayback Machine.]

## Наклад
Il Giornale стала сьомою за обсягом продажу серед італійських газет в 1997 році з тиражем в 218 741 примірників. У 2000 році тираж становив 235 000 прим., у 2001 – 228 198, у 2002 – 219 363, у 2003 – 216 000, у 2004 – 208 407. У 2008 році наклад становив 197,667 екземплярів, у 2009 – 184,882 і 183,923 у 2010 році. На сьогодоні друкована версія газети розповсюджується накладом трохи більше, ніж 82 тис.

## Структура газети
Газета має 40 шпальт. У кольорі друкуються лише перша, дев'ята (сенсація) і остання - реклама.Структура газети, верстка, назви рубрик дуже схожі з Corriere della Sera, яка, мабуть, є еталоном для наслідування. У газеті є додаток «Хроніка Мілана».
- перша шпальта: події першорядної важливості. Всі статті мають продовження на сторінках відповідних рубрик;
- розворот 2-3 сторінок: має загальний підзаголовок «факт»;
- сторінки 4-8: внутрішні справи;
- сторінка 9: сенсації. Випускається в кольорі;
- розворот 14-15 сторінок: зовнішні справи;
- сторінки 16-20: хроніка.

Далі газета ділиться на зошити: 
- економіка (яка включає в себе підзаголовки: ринки і фінанси);
- альбом (культура і спектаклі, телевізор);
- спорт.
  - передостання сторінка - місцевий додаток «Хроніка Мілана»;
  - остання сторінка: листи читачів.

## Основні етапи розвитку

### Il Giornale Nuovo часів Монтанеллі
Газета була заснована в 1974 році журналістом Індро Монтанеллі, разом з колегами Enzo Bettiza, Ferenc Fejtő, Raymond Aron та іншими. До того Монтанеллі працював у Corriere della Sera, але після деяких розбіжностей у питаннях редакційної політики покинув видання в 1973 році.
Газета була вперше опублікована 25 червня 1974 року під назвою Il Giornale Nuovo. Над нею працювала редакція, що складалась з Індро Монтанеллі, як редактора і члена видавничої ради директорів компанії та 59 журналістві. Газета трималася консервативної позиції. Штаб-квартира видання була розташована у Мілані.

### Il Giornale з приходом родини Берлусконі
У 1977 через фінансові труднощі Монтанеллі прийняв пропозицію Сільвіо Берлусконі, який таким чином став видавцем Il Giornale Nuovo.У 1983 році газета була перейменована в Il Giornale.
В грудні 1993 року, коли Берлусконі прийшов у політику, Монтанеллі покинув видання, побоюючись втратити власну незалежність.
У 1994 році Берлусконі передав роль видавця газети своєму братові Пауло Берлусконі. Вітторіо Фелтрі прийшов на місто Монтанеллі і став новим редактором Il Giornale.
У 2004 році газета була власністю Fininvest (58,3%) і Mondadori Editori (41,7%).
До травня 2005 року газета видавалась у форматі broadsheet – це найбільший з газетних форматів з довгими вертикальними сторінками. Потім перейшла на формат таблоїда.
У травні 2005 року в Il Giornale з’явилась онлайн-версія [Архівовано 12 травня 2013 у Wayback Machine.].
У 2007 році додатком до газети став щомісячний діловий журнал Espansione.

## Судові процеси
30 січня 1996 року, журналіст Gianluigi Nuzzi опублікував статтю, в якій стверджував, що операція «Чисті руки» закінчилась тільки «в кіосках і журналі Espresso». Його було засуджено в першій інстанції судом Монці за наклеп проти Антоніо Ді П'єтро.
У 1997 році журналіст Паоло Джордано опублікував інтерв'ю з Франческо Де Грегорі, під назвою «Де Грегорі звинувачує Тольятті і Комуністичну партію». Співачка подала позов на журналіста і переконала суд Риму, що у матеріалі він спотворив її думки.
7 серпня 2007 Francobaldo Chiocciза рішенням Верховного суду був вимушений виплатити компенсацію в 45 000 євро на користь Росаріо Bentivegna, одиного з авторів Віа Rasella, за наклеп. Газета опублікувала кілька статей, у тому числі редакційну, в якої Bentivegna було порівняно з Еріхом Прібкє,військовим злочинцем часів II Світової.
У березні 2013 року Верховний суд засудив газету виплатити компенсацію в 100,000 євро декільком суддям Міланської прокуратури за статтю, опубліковану в 1999 році, під назвою "Винен за всіма пунктами звинувачення ". У ній газета звинувачувала суддів, що мають відношення до переслідування Сільвіо Берлусконі.

## Редактори
- Індро Монтанеллі (1974–1994)
- Вітторіо Фелтрі (1994–1997)
- Маріо Черві (1997–2001)
- Мауріціо Бельп'єтро (2001–2007)
- Маріо Джордано (2007–2009)
- Вітторіо Фелтрі (2009–2010)
- Алессандро Саллусті (2010–…)